# Thermohydrogenium kirishiense
Thermohydrogenium kirishiense è una specie di batterio appartenente alla famiglia delle Syntrophomonadaceae.